# Йордан, Йоргу
Йоргу Йордан (рум. Iorgu Iordan; 29 сентября 1888, Текуч — 20 сентября 1986, Бухарест) — румынский филолог и лингвист, журналист, позже политик-коммунист.

## Биография
Родился в семье болгарина и румынки. В 1908 году окончил лицей в Яссах, в 1911 году — Ясский университет, в котором Йоргу изучал литературу, философию и право, после чего в том же году несколько месяцев стажировался в Берлине. После Первой мировой войны дополнительно изучал лингвистику в Бонне, Париже, Флоренции и Риме, защитив в итоге докторскую диссертацию в 1919 году. Позже работал преподавателем лицея в Яссах и Галаце, прежде чем стать ассистентом профессора в Ясском университете в 1926 году и титулярным профессором в 1927 году.
Политикой стал заниматься ещё в 1918 году, сотрудничая в журнале Viaţa Românească. Первоначально был членом Партии разнорабочих, затем влившейся в Крестьянскую партию, а с 1926 года — левого крыла Национал-царанистской партии, которое покинул спустя четыре года и примкнул к антифашистской группе, связанной с Коммунистической партией Румынии. В 1933 году был одним из основателей профсоюза педагогов. Был убеждённым противником фашизма и «Железной гвардии», ввиду чего в 1940 году был отправлен в отставку, но в 1941 году восстановлен на профессорской должности после окончательной победы Антонеску над «легионерами». В конце 1944 года, когда Румыния вышла из войны, вступил в Социал-демократическую партию, в 1945 году осуществлял надзор за выдворением из университетов преподавателей, которые выказывали симпатии нацизму, а также недолгое время руководил Национальным театром в Яссах. В 1945—1947 годах был послом Румынии в СССР.
В 1946 году переехал в Бухарест и стал профессором Бухарестского университета. Являлся автором большого числа научных работ, в основном связанных с румынским языком, романскими языками в целом, сравнительной романистикой. В 1945 году был избран действительным членом Румынской Академии наук, где с 1955 года возглавил Комиссию по изучению формирования румынского языка и народа; с 1949 по 1952 год и с 1958 года до выхода на пенсию в 1962 году — глава румынского Института языкознания. В 1934 году основал Бюллетень института румынской филологии «Alexandra Philippide», издававшийся до 1948 года. Был редактором журналов «Limba romînă» (с 1952 года), «Revue de linguistique» (1956—1963, с 1964 — «Revue roumaine de linguistique»).
Похоронен в Бухаресте на кладбище Беллу.